# Bautasteine von Grinde
Die  Bautasteine von Grinde (Menhire), auch Resa- oder Sveasteine genannt, stehen auf der Lichtung „Dukjen“, nahe Aksdal in der norwegischen Kommune Tysvær, wo sie im Jahre 1919 entdeckt wurden. Ein Stein stand aufrecht, während sechs Steine als Baumaterial in Brücken verwandt waren.
Der vorzeitliche Fundplatz wurde im Jahre 1952 von Jan Petersen restauriert. Heute stehen die Bautasteine wieder in zwei Reihen winkelgerecht zueinander. Die Steine in der west-östlichen Reihe stehen wahrscheinlich auf dem ursprünglichen Platz. Ob die nord-südliche Reihe richtig platziert ist, ist ungewiss. Die zwischen 1,8 und 5,5 m hohen und 0,5–1,5 m breiten Steine werden nach oben hin spitz, da sie schräg abgehauen sind, was bei den meisten norwegischen Bautasteinen der Fall ist.
Eine heute zerstörte Gravrøys lag östlich der Steine.
Etwa 8 km östlich von Grinde stehen die sieben Bautasteine von Erland.